# Peltanthera costaricensis
Peltanthera costaricensis är en tvåhjärtbladig växtart som först beskrevs av Standley och Steyerm., och fick sitt nu gällande namn av José Cuatrecasas. Peltanthera costaricensis ingår i släktet Peltanthera och familjen Peltantheraceae. Inga underarter finns listade i Catalogue of Life.